# Шакун Олександр Дмитрович
Олександр Дмитрович Шакун (рос. Александр Дмитриевич Шакун; 10 грудня 1952, Краснодар, РРФСР, СРСР — 21 квітня 2017 Луганськ) — український футболіст, півзахисник, футбольний тренер.

## Футбольна кар'єра

### Клубна кар'єра
Випускник Луганської футбольної школи «Зоря». Перший тренер Борис Фомічев. У 1969 році він розпочав свою футбольну кар'єру в клубі «Зоря» (Луганськ), але йому не вдалося пробитися до зоряного складу «Зорі», тому в 1971 році він виїхав до «Хіміка» (Сєвєродонецьк). У 1974—1975 роках служив у військовому клубі Чернігів, після чого став футболістом у «Торпедо» (Таганрог), де закінчив свою футбольну кар'єру в 1982 році.

### Виступи за збірну
У 1967—1970 роках грав у юнацькій збірній СРСР.

## Тренерська кар'єра
Закінчивши футбольну кар'єру, він почав працювати тренером. З 1983 по 2009 рік працював з перервами у футбольній школі «Зоря» (Ворошиловград). У 1997 році він керував рідним клубом «Зоря» (Луганськ), але наприкінці року він покинув клуб через конфлікт з керівництвом. У серпні 1998 року він очолив команду в одному матчі на посаді головного тренера «Зорі». З 2010 року працює у ДЮФШ Зоря Луганськ. Під його керівництвом тренувалися такі футболісти як: Олег Шелаєв, Василь Баранов, Ілля Галюза, Сергій Галюза, Олександр Малигін, Артур Якушев та інші.

## Успіхи та відзнаки
♦ звання Заслуженого тренера України: 2007